# Liste der Kulturdenkmäler in Bernkastel-Kues
In der Liste der Kulturdenkmäler in Bernkastel-Kues sind alle Kulturdenkmäler der rheinland-pfälzischen Stadt Bernkastel-Kues mit den Stadtteilen Andel, Bernkastel, Kues und Wehlen aufgeführt. Grundlage ist die Denkmalliste des Landes Rheinland-Pfalz (Stand: 10. August 2023).

## Andel

### Einzeldenkmäler
| Bezeichnung         | Lage                    | Baujahr         | Beschreibung                                                                                                   | Bild                           |
| ------------------- | ----------------------- | --------------- | --- | ------------------------------ |
| Quereinhaus         | Boorhausstraße 1 Lage   | 18. Jahrhundert | Quereinhaus; Fachwerk des 18. Jahrhunderts, massives Erdgeschoss bezeichnet 1835, Wirtschaftsteil etwas jünger | BW                             |
| Wohnhaus            | Boorhausstraße 7/8 Lage | 18. Jahrhundert | Fachwerkhaus, teilweise massiv, 18. Jahrhundert                                                                | BW                             |
| Hofanlage           | Goldbachstraße 22 Lage  | 18. Jahrhundert | Hofanlage; Fachwerkhaus, teilweise massiv, 18. Jahrhundert, verputzte Fachwerkscheune                          | Fotos hochladen                |
| Evangelische Kirche | Goldbachstraße 31a Lage | 1717/19         | kleiner Saalbau, 1717/19, Turm im Kern älter                                                                   | weitere Bilder Fotos hochladen |
| Wohnhaus            | Goldbachstraße 32 Lage  | 18. Jahrhundert | Wohnhaus, teilweise Fachwerk, 18. Jahrhundert, massive Erneuerungen, bezeichnet 1813                           | BW                             |

## Bernkastel

### Denkmalzonen
| Bezeichnung                      | Lage | Baujahr                 | Beschreibung | Bild                           |
| -------------------------------- | --- | ----------------------- | --- | ------------------------------ |
| Denkmalzone Stadtkern Bernkastel | Alte Römerstraße 1–11, Am Kirchhof 2–10, Burgstraße 1–23 und 78–101, Gestade 1–18a, Graacher Straße 1–35, Grabenstraße 1–9, Hebegasse 1–11, Kallenfelsstraße 1, 1a und 25–27, Karlstraße 1–13, Mandatstraße 1–11, Markt 1–36, Moselstraße 2–10, Römerstraße 5–54, Schwanenstraße 1–11 Lage | 16. bis 19. Jahrhundert | ehemals ummauerter mittelalterlicher Stadtkern mit ungewöhnlich dichter historischer Substanz; bereits im 16. Jahrhundert weitgehende Überbauung der Grundstücksflächen mit in der Regel drei- und viergeschossigen Wohnhäusern mit reichen Fachwerkfassaden; davon erhalten zahlreiche des 16. und 17. Jahrhunderts, durchsetzt mit Bauten des 18. und des 19. Jahrhunderts sowie wenigen jüngeren; von der Stadtmauer außer dem Graacher Tor nur wenige Reste erhalten, dennoch zeichnet sich die Begrenzung der mittelalterlichen Stadt nach Westen, Norden und Osten deutlich ab; an der Moselfront mehrere repräsentative, zum Teil öffentliche Bauten nördlich und südlich der mittelalterlichen Stadt in die Denkmalzone einbezogen | weitere Bilder Fotos hochladen |
| Denkmalzone Jüdischer Friedhof   | nördlich der Stadt in den Weinbergen; Flur Unter Tanisch Lage | 1866                    | 1866 angelegt; mit Bruchsteinmauer mit schmiedeeisernem Tor umfriedetes Areal mit etwa 30 Grabsteinen, 19. und 20. Jahrhundert | Fotos hochladen                |
| Denkmalzone Burg Landshut        | südlich der Stadt Lage | um 1320                 | Ruine, Ringmauerreste, runder Bergfried, Reste des Palas sowie Torbau der um 1320 vollendeten, 1693 zerstörten Burg | weitere Bilder Fotos hochladen |

### Einzeldenkmäler
| Bezeichnung                                           | Lage                                                                                                  | Baujahr                            | Beschreibung | Bild                                    |
| ----------------------------------------------------- | --- | ---------------------------------- | --- | --------------------------------------- |
| Wohnhaus                                              | Alte Römerstraße 1 Lage                                                                               | 1588                               | viergeschossiger Fachwerkbau, ehemaliges Hallenerdgeschoss, teilweise verschiefert, bezeichnet 1588                                                                                                | BW                                      |
| Wohnhaus                                              | Alte Römerstraße 2 Lage                                                                               | 17. Jahrhundert                    | viergeschossiger Fachwerkbau, ehemaliges Hallenerdgeschoss, teilweise verschiefert, wohl aus dem 17. Jahrhundert                                                                                   | BW                                      |
| Wohnhaus                                              | Alte Römerstraße 3 Lage                                                                               | 1588                               | Giebelhaus; viergeschossiger Fachwerkbau, ehemaliges Hallenerdgeschoss, teilweise verschiefert, bezeichnet 1588                                                                                    | BW                                      |
| Wohnhaus                                              | Alte Römerstraße 4 Lage                                                                               | 1656                               | Giebelhaus; viergeschossiger Fachwerkbau, Hallenerdgeschoss, bezeichnet 1656 | BW                                      |
| Wohn- und Geschäftshaus                               | Alte Römerstraße 5 Lage                                                                               | 18. Jahrhundert                    | Giebelhaus; viergeschossiger Fachwerkbau, teilweise massiv, wohl aus dem 18. Jahrhundert | BW                                      |
| Wohnhaus                                              | Alte Römerstraße 9 Lage                                                                               | 17. Jahrhundert                    | Giebelhaus; viergeschossiger Fachwerkbau, teilweise massiv, wohl aus dem 17. Jahrhundert | weitere Bilder Fotos hochladen          |
| Wohnhaus                                              | Am Kirchhof 3/4 Lage                                                                                  | 1649                               | dreigeschossiger Fachwerkbau, Hallenerdgeschoss, bezeichnet 1649 | BW                                      |
| Wohnhaus                                              | Burgstraße 4 Lage                                                                                     | zweite Hälfte des 17. Jahrhunderts | dreigeschossiger Fachwerkbau, teilweise massiv, wohl aus der zweiten Hälfte des 17. Jahrhunderts                                                                                                   | Fotos hochladen                         |
| Synagoge                                              | Burgstraße, zu Nr. 7 Lage                                                                             | Ende des 19. Jahrhunderts          | ehemalige Synagoge; Bruchsteinbau, wohl vom Ende des 19. Jahrhunderts | BW                                      |
| Wohnhaus                                              | Burgstraße 18 Lage                                                                                    | spätes 16. Jahrhundert             | dreigeschossiges Fachwerkhaus, verputzt, eventuell noch aus dem 16. Jahrhundert | BW                                      |
| Wohn- und Geschäftshaus                               | Bernkastel, Burgstraße 45 Lage                                                                        | 1843/44                            | dreigeschossiger Bruchsteinbau der Heilig-Geist-Stiftung, genannt „Langhaus“, 7 Sozialwohnungen.                                                                                                   | Fotos hochladen                         |
| Heiliggeist-Kirche                                    | Bernkastel, Burgstraße 47 Lage                                                                        | 1673                               | Kapelle des ehemaligen Heilig-Geist-Hospitals, heute der Heilig-Geist-Stiftung; Saalbau, 1671, Westfassade um 1872                                                                                 | weitere Bilder Fotos hochladen          |
| Wohnhaus                                              | Burgstraße 87 Lage                                                                                    |                                    | dreigeschossiges Fachwerkhaus, teilweise massiv | Fotos hochladen                         |
| Gaststätte Alter Klosterhof                           | Burgstraße 95/96 Lage                                                                                 | 1456                               | Fachwerkhaus, im Kern mittelalterlich (angeblich von 1456), mehrfach verändert, bezeichnet 1673 | Fotos hochladen                         |
| Wohnhaus                                              | Gestade 1 Lage                                                                                        | 1869                               | dreigeschossiger neunachsiger Schieferbau, Mittelrisalit mit Akroterien und allegorischer Figur, angeblich bezeichnet 1869                                                                         | weitere Bilder Fotos hochladen          |
| Weingut                                               | Gestade 1b Lage                                                                                       | Anfang des 20. Jahrhunderts        | stattliches späthistoristisches Weingutshaus, teilweise Fachwerk, Anfang des 20. Jahrhunderts | weitere Bilder Fotos hochladen          |
| Hotel und Restaurant                                  | Gestade 2 Lage                                                                                        | um 1890/1900                       | stattlicher dreigeschossiger Mansarddachbau, Schiefer, um 1890/1900 | weitere Bilder Fotos hochladen          |
| Kreuz                                                 | Gestade, an Nr. 3a Lage                                                                               | 1751                               | großer Kruzifix, bezeichnet 1751 | weitere Bilder Fotos hochladen          |
| Gasthaus Altes Brauhaus                               | Gestade 4 Lage                                                                                        | spätes 18. Jahrhundert             | stattlicher dreigeschossiger Walmdachbau, spätes 18. Jahrhundert, heutiges Erscheinungsbild wohl vom Anfang des 20. Jahrhunderts                                                                   | Fotos hochladen                         |
| Touristinformation                                    | Gestade 6 Lage                                                                                        | 1880                               | ehemalige Schule; neugotischer Schieferbau, bezeichnet 1880 | weitere Bilder Fotos hochladen          |
| Hotel Astor                                           | Gestade 7 Lage                                                                                        | 1908                               | viergeschossiger Massivbau nach spätgotischen Vorbildern, 1908 (nach Brand 1987 wiederhergestellt)                                                                                                 | weitere Bilder Fotos hochladen          |
| Katholische Pfarrkirche St. Michael und St. Sebastian | Gestade 8 Lage                                                                                        | zweite Hälfte des 14. Jahrhunderts | dreischiffige Pseudobasilika, zweite Hälfte des 14. Jahrhunderts, Mittelschifferweiterung im 17. Jahrhundert, 1968 Wiederherstellung der barocken Fassade; Schieferbruchsteinturm, 14. Jahrhundert | weitere Bilder Fotos hochladen          |
| Weinbauschule                                         | Gestade 12 Lage                                                                                       | 1656–61                            | ehemaliges kurfürstliches Amts- und Kellereigebäude; dreigeschossiger Zweiflügelbau, viergeschossiger Treppenbau, 1656–61                                                                          | weitere Bilder Fotos hochladen          |
| Villa                                                 | Gestade 15 Lage                                                                                       | um 1900                            | Winzervilla; Schieferbau, Neurenaissance, um 1900 | Fotos hochladen                         |
| Wohnhaus                                              | Gestade 16 Lage                                                                                       | Anfang des 20. Jahrhunderts        | stattlicher Massivbau, spätbarocke Formen, wohl vom Anfang des 20. Jahrhunderts | Fotos hochladen                         |
| Verbandsgemeindeverwaltung                            | Gestade 18 Lage                                                                                       | 1904                               | ehemaliges Kreisständehaus; vielteiliger späthistoristischer Baukomplex, bezeichnet 1904 | Fotos hochladen                         |
| Verbandsgemeindeverwaltung                            | Gestade 18a Lage                                                                                      | 1891                               | ehemaliges Amtsgericht; neugotischer Schieferbruchsteinbau, 1891 | Fotos hochladen                         |
| Wohnhaus                                              | Graacher Straße 4 Lage                                                                                | 15. Jahrhundert                    | dreigeschossiges Fachwerkhaus, im Kern eventuell noch aus dem 15. Jahrhundert, angeblich von 1618 und um 1900 oder später                                                                          | Fotos hochladen                         |
| Wohnhaus                                              | Graacher Straße 14 Lage                                                                               |                                    | Putzbau | Fotos hochladen                         |
| Graacher Tor                                          | Graacher Straße 17 Lage                                                                               | 18. Jahrhundert                    | Mansarddachbau mit integriertem Stadttor, 18. Jahrhundert | Fotos hochladen                         |
| Wohnhaus                                              | Graacher Straße 32 Lage                                                                               | 1763                               | dreigeschossiger Mansarddachbau, bezeichnet 1763 | Fotos hochladen                         |
| Wohnhaus                                              | Grabenstraße 3 Lage                                                                                   | 19. Jahrhundert                    | dreigeschossiger Massivbau, 19. Jahrhundert | Fotos hochladen                         |
| Hotel Doctor-Weinstube                                | Hebegasse 5 Lage                                                                                      | 1668                               | ehemals Teil des von der Leyenschen Zehnthofs; eingeschossiger siebenachsiger Mansarddachbau, Fassade in Louis-Seize-Formen                                                                        | Fotos hochladen                         |
| Jaqueminshof                                          | Hebegasse 8 Lage                                                                                      | 1740                               | Mansarddachbau, über der Seitentür bezeichnet 1740 | Fotos hochladen                         |
| Heiligenhäuschen                                      | Hinterm Graben, bei Nr. 3 Lage                                                                        | 1765                               | Heiligenhäuschen in der Weinbergstützmauer, Pietà-Relief, bezeichnet 1765 | Fotos hochladen                         |
| Hotel                                                 | Kallenfelsstraße 25/26 Lage                                                                           |                                    | ehemals Gaststätte Felsenstübchen, jetzt Hotel; kleiner, mehrteiliger Baukomplex, Zierfachwerk, teilweise verputzt                                                                                 | BW                                      |
| Hotel                                                 | Kallenfelsstraße 27 Lage                                                                              | 17. Jahrhundert                    | dreigeschossiger, uneinheitlicher Bau, teilweise Fachwerk, 17. Jahrhundert, im 18. Jahrhundert erweitert und unter Mansarddach zusammengefasst                                                     | weitere Bilder Fotos hochladen          |
| Bildstock                                             | Karlstraße, an Nr. 9 Lage                                                                             | 1624                               | Kreuzigungsbildstock, bezeichnet 1624 (wohl älter) | Fotos hochladen                         |
| Wohnhaus                                              | Karlstraße 12 Lage                                                                                    |                                    | dreigeschossiger Fachwerkbau, teilweise massiv, Datierung unklar | BW                                      |
| Spitzhäuschen                                         | Karlstraße 13 Lage                                                                                    | 1416                               | Fachwerkhaus, Freigespärre, teilweise noch mit mittelalterlichen Details, angeblich von 1416 | weitere Bilder Fotos hochladen          |
| Kloster zur heiligen Familie                          | Bernkastel, Mandatstraße 6–8 Lage                                                                     | 1857                               | ehemaliges Kapuzinerkloster, heute Alten- und Pflegeheim; 1641 gegründet, 1802 aufgelöst, nach Brand 1857 im Wesentlichen neu errichtet                                                            | Fotos hochladen                         |
| Marktbrunnen                                          | Markt Lage                                                                                            | 1606                               | Marktbrunnen, 1606 | weitere Bilder Fotos hochladen          |
| Adler-Apotheke                                        | Markt 11 Lage                                                                                         | 1660                               | viergeschossiges Breitgiebelhaus, reiches Zierfachwerk, bezeichnet 1660 | weitere Bilder Fotos hochladen          |
| Wohn- und Geschäftshaus                               | Markt 12 Lage                                                                                         | 17. Jahrhundert                    | Giebelhaus, teilweise mit Zierfachwerk, 17. Jahrhundert, teilweise verschiefert | BW                                      |
| Wohn- und Geschäftshaus                               | Markt 15 Lage                                                                                         | 1644                               | stattliches Giebelhaus, teilweise mit Zierfachwerk, bezeichnet 1644 | weitere Bilder Fotos hochladen          |
| Wohn- und Geschäftshaus                               | Markt 17 Lage                                                                                         | 18. Jahrhundert                    | viergeschossiger Fachwerkbau, teilweise massiv, Mansarddach, wohl aus dem 18. Jahrhundert | weitere Bilder Fotos hochladen          |
| Wohn- und Geschäftshaus                               | Markt 19/21 Lage                                                                                      | spätes 16. Jahrhundert             | Breitgiebelhaus; dreigeschossiger Fachwerkbau mit ehemaligem Hallenerdgeschoss, wohl aus dem späten 16. Jahrhundert                                                                                | weitere Bilder Fotos hochladen          |
| Wohn- und Geschäftshaus                               | Markt 23 Lage                                                                                         |                                    | im Kern spätmittelalterlicher Fachwerkbau mit Kreuzdach, im 17. Jahrhundert (?) um zwei Geschosse erhöht                                                                                           | BW                                      |
| Wohn- und Geschäftshaus                               | Markt 24 Lage                                                                                         |                                    | vierachsiger Putzbau | Fotos hochladen                         |
| Wohn- und Geschäftshaus                               | Markt 25 Lage                                                                                         | 1613                               | viergeschossiger Fachwerkbau, teilweise massiv, angeblich von 1613 | weitere Bilder Fotos hochladen          |
| Gasthaus Zur Badstube                                 | Markt 28 Lage                                                                                         | 1583                               | dreigeschossiger Fachwerkbau, Hallenerdgeschoss, bezeichnet 1583 | weitere Bilder Fotos hochladen          |
| Rathaus                                               | Markt 30 Lage                                                                                         | 1608                               | dreigeschossiger Massivbau mit ursprünglich offener Halle, 1608, 1903/04 erweitert | weitere Bilder Fotos hochladen          |
| Wohnhaus                                              | Moselstraße 3 Lage                                                                                    | 1679                               | dreigeschossiger Fachwerkbau, Hallenerdgeschoss, bezeichnet 1679 | BW                                      |
| Gasthaus Kölsches Eck                                 | Moselstraße 5 Lage                                                                                    | 1583                               | dreigeschossiger Fachwerkbau, bezeichnet 1583 | weitere Bilder Fotos hochladen          |
| Wohnhaus                                              | Moselstraße 7 Lage                                                                                    | 1586                               | Fachwerkbau, teilweise massiv, ehemaliges Hallenerdgeschoss, angeblich von 1586, Dach mit Kniestock vom Ende des 19. oder aus dem 20. Jahrhundert                                                  | BW                                      |
| Wohnhaus                                              | Römerstraße 48 Lage                                                                                   | 1646                               | dreigeschossiges Fachwerkhaus, Hallenerdgeschoss, bezeichnet 1646 | BW                                      |
| Villa                                                 | Schanzstraße 29 Lage                                                                                  | 1907                               | Winzervilla, stattlicher späthistoristischer Schieferbau, Jugendstileinfluss, Treppenhallenfenster mit bauzeitlicher Farbverglasung, bezeichnet 1907                                               | BW                                      |
| Gaststätte Altes Zollhaus                             | Schwanenstraße 11 Lage                                                                                | 1769                               | Fachwerkbau, teilweise massiv, Mansarddach, bezeichnet 1769 | BW                                      |
| Steffens-Kreuz                                        | nördlich der Stadt in den Weinbergen; Flur Am Klingelborn Lage                                        | 1661                               | Wegekreuz, Kreuzigungsbildstock, bezeichnet 1661 | BW                                      |
| Dahms Bildchen                                        | nördlich der Stadt Lage                                                                               | 1605                               | Heiligenhäuschen; 1900 ausgeführte Kopie des Renaissance-Bildwerkes von 1605 | BW                                      |
| Heiligenhäuschen                                      | nördlich der Stadt in den Weinbergen                                                                  |                                    | rund geschlossener Mauerblock, Nische mit Sandsteinrelief | Direkt Bild zu diesem Denkmal hochladen |
| Heiligenhäuschen                                      | nördlich der Stadt in den Weinbergen Lage                                                             | 17. Jahrhundert                    | Mauerblock, Nische mit Pietà-Relief, 17. Jahrhundert (?) | BW                                      |
| Mattheisbildchen                                      | nördlich der Stadt in den Weinbergen Lage                                                             | um 1700                            | in modernem Bildstock: Relief mit Darstellung des hl. Matthias, um 1700; daneben Schaftkreuz, um 1700                                                                                              | BW                                      |
| Ecce-homo-Bildstock                                   | nördlich der Stadt in den Weinbergen; Flur Im Laserbäumchen Lage                                      | 1645                               | Putzbau; Ecce Homo, bez. 1645 | BW                                      |
| Wegekreuz                                             | nördlich der Stadt in den Weinbergen                                                                  | 1661                               | Kreuzigungsbildstock, Sandstein, bezeichnet 1661 | Direkt Bild zu diesem Denkmal hochladen |
| Wohnhaus                                              | südlich der Stadt Lage                                                                                | nach 1900                          | Fachwerkhaus, teilweise massiv oder verschiefert, laubenartiger Erker, wohl kurz nach 1900 | BW                                      |
| Jugendherberge                                        | südlich der Stadt (Jugendherberge 1) Lage                                                             | vor 1906                           | ehemaliges Schlosshotel; stattlicher zwei- bis dreigeschossiger Putzbau, teilweise verschiefert, kurz vor 1906                                                                                     | BW                                      |
| St.-Anna-Kapelle                                      | südlich der Stadt (Schloßweg) Lage                                                                    | 1890                               | neugotischer Putzbau, bezeichnet 1890; innen 14. Kreuzwegstation, Abschluss des Kreuzwegs mit 13 neugotischen, wohl bauzeitlichen Stationsbildern                                                  | Fotos hochladen                         |
| Weinbergshaus                                         | südlich der Stadt und nördlich der Burg                                                               | 1909                               | kleiner Bruchsteinbau mit hohem Schieferdach, 1909 | Direkt Bild zu diesem Denkmal hochladen |
| Maria-Hilf-Kapelle                                    | südöstlich der Stadt im Tiefenbachtal Lage                                                            | 1673                               | Wegekapelle; kleiner Renaissancebau, 1673 | Fotos hochladen                         |
| Wegekreuz                                             | südöstlich der Stadt im Tiefenbachtal auf einem Felsen Lage                                           |                                    | Balkenkreuz auf toskanischer Säule | BW                                      |
| Scheuernhofkreuz                                      | südöstlich der Stadt im Wald, in einem Seitental des Tiefenbachs oberhalb der Maria-Hilf-Kapelle Lage | 1608                               | auch Matthiaskreuz; Wegekreuz, Kreuzigungsbildstock, bezeichnet 1608 oder 1668 | BW                                      |

## Kues

### Einzeldenkmäler
| Bezeichnung                          | Lage                                                       | Baujahr                                      | Beschreibung | Bild                                    |
| ------------------------------------ | ---------------------------------------------------------- | -------------------------------------------- | --- | --------------------------------------- |
| Hotel Drei Könige                    | Bahnhofstraße 1 Lage                                       | 1901/02                                      | ehemaliges Hotel Gassen; viergeschossiger neugotischer Fachwerkbau, teilweise massiv, bezeichnet 1901/02, vorgelagerte Kelleranlage | weitere Bilder Fotos hochladen          |
| Bahnhof Bernkastel-Kues              | Bahnhofstraße 8 Lage                                       | Anfang des 20. Jahrhunderts                  | späthistoristisches ehemaliges Empfangsgebäude, Güterschuppen, Anfang des 20. Jahrhunderts; bauliche Gesamtanlage | weitere Bilder Fotos hochladen          |
| Villa                                | Bahnhofstraße 9 Lage                                       | Anfang des 20. Jahrhunderts                  | stattliche späthistoristische Villa, Jugendstileinfluss, teilweise Schiefer, teilweise Fachwerk, Anfang des 20. Jahrhunderts | weitere Bilder Fotos hochladen          |
| Hotel-Restaurant Braustübchen        | Bahnhofstraße 11 Lage                                      | frühes 20. Jahrhundert                       | Winkelbau, frühes 20. Jahrhundert | BW                                      |
| Wohnhaus                             | Balduinstraße 11 Lage                                      |                                              | breitgiebeliges Fachwerkhaus, teilweise massiv | Fotos hochladen                         |
| Wohnhaus                             | Bistumstraße 4/6 Lage                                      | erste Hälfte des 19. Jahrhunderts            | ehemalige Schule; stattlicher Bruchsteinbau, wohl aus der ersten Hälfte des 19. Jahrhunderts, um 1900 aufgestockt | Fotos hochladen                         |
| Hotel                                | Brüningstraße 61 Lage                                      | 1902                                         | ehemaliges Hotel Kardinal; stattlicher dreigeschossiger Bau, teilweise mit Zierfachwerk, angeblich von 1902 | Fotos hochladen                         |
| Wegekreuz                            | Brüningstraße, bei Nr. 119 Lage                            | 1767                                         | Schaftkreuz, bezeichnet 1767 | Fotos hochladen                         |
| St.-Nikolaus-Hospital                | Cusanusstraße Lage                                         | um 1450                                      | auch Cusanusstift; Vierflügelanlage mit Kapelle, Sakristei/Bibliothek, Kreuzgang, Krankensaal, Refektorium, Pfründner, Küche und Konventsaal, begonnen um 1450, Kreuzgang bezeichnet 1458, Kapelle gegen 1465, teilweiser Umbau 1748–78, Erweiterungsbauten vom Anfang des 20. Jahrhunderts; Gesamtanlage | weitere Bilder Fotos hochladen          |
| Verwaltungsgebäude                   | Cusanusstraße 24 Lage                                      | 1908                                         | ehemaliges Weinbauamt (?); villenartiger späthistoristischer Bau, bezeichnet 1908 | Fotos hochladen                         |
| Relief                               | Goethestraße, an Nr. 24 Lage                               | 1680                                         | Steinrelief mit Ölbergszene, bezeichnet LS 1680 GP | BW                                      |
| Fachwerk                             | Goethestraße, an Nr. 28 Lage                               | 17. Jahrhundert                              | Fachwerk und Fenstererker im Obergeschoss des Seitenflügels, 17. Jahrhundert | Fotos hochladen                         |
| Wohnhaus                             | Kardinalstraße 26 Lage                                     | 1736                                         | Fachwerkhaus, teilweise massiv, bezeichnet 1736, im 19. Jahrhundert überformt | Fotos hochladen                         |
| Wohnhaus                             | Kardinalstraße 28 Lage                                     | erste Hälfte oder Mitte des 19. Jahrhunderts | Putzbau, heutiges Erscheinungsbild aus der ersten Hälfte oder der Mitte des 19. Jahrhunderts | Fotos hochladen                         |
| Portal                               | Kardinalstraße, an Nr. 35 Lage                             |                                              | Tür mit barockem Oberlichteingang | Fotos hochladen                         |
| Portal                               | Kardinalstraße, an Nr. 39 Lage                             | 1737                                         | Tür mit Oberlichteingang, bezeichnet 1737 | Fotos hochladen                         |
| Klosterhof                           | Kardinalstraße 44 Lage                                     | 16. Jahrhundert                              | ehemaliger Klosterhof; dreigeschossiger Massivbau, achtseitiger Treppenturm, 16. Jahrhundert, Eingang bezeichnet 1728 | Fotos hochladen                         |
| Wohnhaus                             | Kardinalstraße 45 Lage                                     | 1823                                         | schmales eingeschossiges Wohnhaus, bezeichnet 1823, im Kern eventuell älter | Fotos hochladen                         |
| Wohnhaus                             | Kardinalstraße 61 Lage                                     | 16. Jahrhundert                              | den Hargterpfad überbaubendes Wohnhaus, im Kern wohl aus dem 16. Jahrhundert | Fotos hochladen                         |
| Wohnhaus                             | Kirchstraße 5 Lage                                         | 1685                                         | stattliches Fachwerkhaus, teilweise massiv, bezeichnet 1685 und 1825 | BW                                      |
| Villa                                | Martertal 1 Lage                                           | Ende des 19. Jahrhunderts                    | Winzervilla; stattlicher Schieferbau, Neurenaissance, Terrassenanlage, Ende des 19. Jahrhunderts | weitere Bilder Fotos hochladen          |
| Weingut                              | Martertal 2/2a Lage                                        | 1901–02                                      | Weingut; Wohnhaus, Landhausstil; Kellereigebäude, Neurenaissance; Terrassen- und Gartenanlagen, bezeichnet 1901–02; Gesamtanlage | weitere Bilder Fotos hochladen          |
| Villa                                | Nikolausufer 18 Lage                                       | um 1910                                      | Halbvilla, Reformarchitektur, um 1910 | Fotos hochladen                         |
| Villa                                | Nikolausufer 19 Lage                                       | um 1900                                      | Halbvilla; späthistoristischer Bruchsteinbau, teilweise Fachwerk, um 1900 | Fotos hochladen                         |
| Wohnhaus                             | Nikolausufer 33/34 Lage                                    | 1749                                         | stattlicher Mansarddachbau, bezeichnet 1749 | Fotos hochladen                         |
| Wohnhaus                             | Nikolausufer 45 Lage                                       | 1580                                         | schmaler Fachwerkbau, teilweise massiv, angeblich von 1580, vor massivem Bauteil, 19. oder 20. Jahrhundert, im Kern älter | Fotos hochladen                         |
| Wohnhaus                             | Nikolausufer 46 Lage                                       | 1775                                         | Fachwerkhaus, teilweise massiv, verputzt oder verschiefert, bezeichnet 1775, im Kern wohl älter, Fassade um 1900 überformt | Fotos hochladen                         |
| Wohnhaus                             | Nikolausufer 47 Lage                                       | 1766                                         | Massivbau, bezeichnet 1766 | Fotos hochladen                         |
| Geburtshaus des Nikolaus Cusanus     | Nikolausufer 49/50 Lage                                    | 1570                                         | vierachsiger Walmdachbau, Kreuzstockfenster, Treppenturm, 1570, über den Grundmauern eines älteren Hauses | Fotos hochladen                         |
| Kapelle „Auf der Kejert“             | Pützstraße, Ecke Kardinalstraße Lage                       | ab 1528                                      | Kreuzigungsgruppe, bezeichnet 1696, ehemals Altarmensa, bezeichnet 1528, in offener, teilweise massiver Fachwerkkapelle | Fotos hochladen                         |
| Wohnhaus                             | Pützstraße 6 Lage                                          | 16. Jahrhundert                              | Wohnhaus, im Kern aus dem 16. Jahrhundert | BW                                      |
| Wohnhaus                             | Raustraße 2a Lage                                          | 16. Jahrhundert                              | schmales dreigeschossiges Wohnhaus, gekuppelte Fenster, 16., 19. und 20. Jahrhundert, teilweise Fachwerk, wohl aus dem 17. Jahrhundert | Fotos hochladen                         |
| Wohnhaus                             | Raustraße 3/4 Lage                                         | 16. Jahrhundert                              | mehrteiliger Baukomplex, die Raustraße mit einem Fachwerkgeschoss überbrückend, im Kern wohl spätestens aus dem 16. Jahrhundert | Fotos hochladen                         |
| Wohnhaus                             | Raustraße 10 Lage                                          | 1788                                         | stattlicher Mansarddachbau, bezeichnet 1788, teilweise verschiefertes Fachwerk | Fotos hochladen                         |
| Bildstock                            | Raustraße, gegenüber Nr. 10 Lage                           | 1697                                         | Kreuzigungsbildstock, bezeichnet 1697 | Fotos hochladen                         |
| Weingut                              | Saarallee 6 Lage                                           | 1892                                         | ehemaliges Weingut; stattlicher historisierender Schieferbau, bezeichnet 1892, zugehöriger Seitenflügel sowie eingeschossiges, wohl etwas jüngeres Kellereigebäude | Fotos hochladen                         |
| Hotel St. Maximilian                 | Saarallee 12 Lage                                          | 1895                                         | langgestreckter Putzbau, Neurenaissance, bezeichnet 1895 | Fotos hochladen                         |
| Villa                                | Saarallee 13/15 Lage                                       |                                              | Nr. 15: spätklassizistische Villa mit Turm; Nr. 13: Bruchsteinnebengebäude | Fotos hochladen                         |
| Villa                                | Saarallee 16 Lage                                          | 1894                                         | Villa; Schieferbau, Neurenaissance, bezeichnet 1894 | Fotos hochladen                         |
| Villa                                | Saarallee 18 Lage                                          | 1894                                         | Villa; Schieferbau, Zeltdach, Neurenaissance, bezeichnet 1894 | Fotos hochladen                         |
| Winzervilla                          | Saarallee 20 Lage                                          | 1899                                         | späthistoristischer Schieferbau, um 1900 | Fotos hochladen                         |
| Villa                                | Saarallee 22 Lage                                          | Ende des 19. Jahrhunderts                    | Winzervilla; Schieferbau, Neurenaissance, Ende des 19. Jahrhunderts | Fotos hochladen                         |
| Villa                                | Saarallee 23 Lage                                          | Ende des 19. Jahrhunderts                    | Villa; Klinkerbau, Ende des 19. Jahrhunderts | Fotos hochladen                         |
| Evangelische Kirche                  | Saarallee 25 Lage                                          | 1880/81                                      | kleiner Schieferbruchsteinbau, 1880/81, verbunden mit dem Pfarrhaus | weitere Bilder Fotos hochladen          |
| Villa                                | Saarallee 28 Lage                                          | um 1920/30                                   | Walmdach-Villa, Reformarchitektur, um 1920/30 | Fotos hochladen                         |
| Wohnhaus                             | Saarallee 29 Lage                                          |                                              | spätklassizistisch-ländlicher Schieferbau | Fotos hochladen                         |
| Villa                                | Saarallee 31 Lage                                          | Ende des 19. Jahrhunderts                    | Winzervilla; Schieferbau, Zeltdach, Neurenaissance, Ende des 19. Jahrhunderts | Fotos hochladen                         |
| Gartenhäuser                         | Stiftsweg Lage                                             | spätes 19. Jahrhundert                       | mehrere Gartenhäuser, darunter zwei besonders aufwendig gestaltet, spätes 19. Jahrhundert | Fotos hochladen                         |
| Wohnhaus                             | Weingartenstraße 5 Lage                                    | 1717                                         | Fachwerkhaus, teilweise massiv, verputzt, bezeichnet 1717 | Fotos hochladen                         |
| Wohnhaus                             | Weingartenstraße 7 Lage                                    |                                              | langgestreckter Mansarddachbau, teilweise Fachwerk | Fotos hochladen                         |
| Hofanlage                            | Weingartenstraße 9 Lage                                    | 1754                                         | kleine Hofanlage; Fachwerkbauten, teilweise massiv, Hoftor bezeichnet 1754 | Fotos hochladen                         |
| Wohnhaus                             | Weingartenstraße 21 Lage                                   | 1621                                         | Fachwerkhaus, teilweise massiv, bezeichnet 1621 und 1741 | Fotos hochladen                         |
| Katholische Pfarrkirche St. Briktius | Weingartenstraße 22 Lage                                   | 1784                                         | Saalbau, 1784, Architekt Le Blanc, dreischiffiger Erweiterungsbau, 1923, Architekt Ludwig Becker, Mainz | Fotos hochladen                         |
| Wohnhaus                             | Weingartenstraße 24/26 Lage                                | 1576                                         | stattliches dreigeschossiges Wohnhaus, teilweise mit Zierfachwerk, angeblich von 1576 | Fotos hochladen                         |
| Bildstock                            | Weingartenstraße, gegenüber Nr. 34 Lage                    | 1660                                         | Kreuzigungsgruppe, bezeichnet 1660 | Fotos hochladen                         |
| Wohnhaus                             | Weingartenstraße 38 Lage                                   |                                              | überformter Barockbau, bezeichnet 1898 | Fotos hochladen                         |
| Heiligenhäuschen                     | westlich der Stadt in den Weinbergen an einer Wegegabelung | 1718                                         | Heiligenhäuschen; Pietà-Relief, Rotsandstein, bezeichnet 1718 | Direkt Bild zu diesem Denkmal hochladen |
| Bildstock                            | westlich der Stadt am Weg zur Fierskapelle                 | 17. oder 18. Jahrhundert                     | ehemalige Kreuzwegstation (?); Sandsteinrelief, 17. oder 18. Jahrhundert | Fotos hochladen                         |
| Bildstock                            | westlich der Stadt in den Weinbergen Lage                  | 1730                                         | Bildstock, bezeichnet 1730 | BW                                      |
| Denzer-Kreuz                         | westlich der Stadt in den Weinbergen Lage                  | 1778                                         | Wegekreuz, barockes Schaftkreuz, bezeichnet 1778 Inschrift: D. K. H. L. Z. E. G. A. R. ANDREAS DENSER VND ANGELA DENS 1778 | Fotos hochladen                         |
| Fierskapelle                         | westlich der Stadt in den Weinbergen Lage                  | 1903                                         | Wegekapelle, gotisierender Putzbau, 1903; Pietà, 1907 | weitere Bilder Fotos hochladen          |

### Ehemalige Kulturdenkmäler
| Bezeichnung | Lage                           | Baujahr | Beschreibung                                                                                   | Bild |
| ----------- | ------------------------------ | ------- | ---------------------------------------------------------------------------------------------- | ---- |
| Portal      | Kardinalstraße, an Nr. 27 Lage | 1751    | spätbarocke Tür mit Oberlichteingang, bezeichnet 1751; Gebäude abgebrochen, Verbleib unbekannt | BW   |

## Wehlen

### Denkmalzonen
| Bezeichnung                       | Lage | Baujahr                 | Beschreibung | Bild                           |
| --------------------------------- | --- | ----------------------- | --- | ------------------------------ |
| Denkmalzone Hauptstraße           | Hauptstraße 55, 57/59, 58, 61, 64, 65, 73, 75, 77 und 79, Lorenzgang 1, Reitzengang 1 und 6 Lage                            | frühes 17. Jahrhunderts | nahezu ungestörte historische Bebauung, darunter mehrere freiliegende Fachwerkhäuser des frühen 17. Jahrhunderts | BW                             |
| Denkmalzone Ortskern Wehlen       | Uferallee 7–13, Zehnthausstraße 9 und 11, 10–16 (gerade Nummern), Langgasse 14, 21 und 25, Brückenstraße 11, 13 und 15 Lage | 17. bis 19. Jahrhundert | Keimzelle des Ortes um die ehemalige katholische Pfarrkirche und das ehemalige kurfürstliche Zehnthaus mit behäbigen, breitgelagerten Bauten in der Uferallee sowie enger, kleinteiliger parzellierter Zehnthausstraße, 17. bis 19. Jahrhundert | weitere Bilder Fotos hochladen |
| Denkmalzone Klosterhofgut Machern | südwestlich des Ortes an der B 53 Lage                                                                                      | ab 1688                 | ehemaliges Zisterzienserinnenkloster Machern; siebenachsiger Saalbau, ab 1688 | weitere Bilder Fotos hochladen |

### Einzeldenkmäler
| Bezeichnung                        | Lage                                                                     | Baujahr                                       | Beschreibung | Bild                                    |
| ---------------------------------- | ------------------------------------------------------------------------ | --------------------------------------------- | --- | --------------------------------------- |
| Moselbrücke Wehlen                 | Brückenstraße Lage                                                       | 1948                                          | Neubau unter Verwendung der Tragekonstruktion von 1948                                                                                              | weitere Bilder Fotos hochladen          |
| Ehemalige Kirche St. Agatha        | Brückenstraße 15 Lage                                                    | 1669                                          | ehemalige katholische Pfarrkirche St. Agatha, jetzt Wohnhaus; Saalbau, bezeichnet 1669                                                              | weitere Bilder Fotos hochladen          |
| Kreuze                             | Brückenstraße, bei Nr. 15 Lage                                           | ab 1661                                       | Schaftkreuz, bezeichnet 1672; Kreuzigungsbildstock, bezeichnet 1661, Kruzifix jünger                                                                | Fotos hochladen                         |
| Weingut Kerpen                     | Deunschstraße 16, Uferallee 6 Lage                                       | um 1910                                       | villenartiges späthistoristisches Wohnhaus, Jugendstileinfluss, um 1910; Kellereigebäude, Reformarchitektur                                         | weitere Bilder Fotos hochladen          |
| Dreifaltigkeitssäule               | Hauptstraße, auf dem Friedhof Lage                                       |                                               | barocker Bildstock, 1983 restauriert und vom ursprünglichen Standort auf dem Paulsberg (dort jetzt eine Kopie) hierher versetzt                     | BW                                      |
| Wegekapelle                        | Hauptstraße, Ecke Obertriftstraße Lage                                   | 1905                                          | neugotischer Bruchsteinbau, bezeichnet 1905; Schaftkreuz, bezeichnet 1666, 1751 und 1851                                                            | Fotos hochladen                         |
| Wegekapelle                        | Hauptstraße, Ecke Untertriftstraße Lage                                  | 1783                                          | offener, tonnengewölbter Bau, angeblich von 1783; Kruzifix, zwei Holzskulpturen, 18. Jahrhundert (?)                                                | BW                                      |
| Pfarrhaus                          | Hauptstraße 45 Lage                                                      | 18. Jahrhundert                               | Putzbau, teilweise Fachwerk, heutiges Erscheinungsbild aus dem 19. Jahrhundert, im Kern eventuell älter als aus dem 18. Jahrhundert                 | BW                                      |
| Wohnhaus                           | Hauptstraße 48 Lage                                                      | 1706                                          | Fachwerkhaus, teilweise massiv, bezeichnet 1706 (oder 1766)                                                                                         | BW                                      |
| Bildstock                          | Hauptstraße, an Nr. 54 Lage                                              | 1656                                          | Bildstock-Aufsatz mit Pietà-Relief, bezeichnet 1656                                                                                                 | Fotos hochladen                         |
| Wohnhaus                           | Hauptstraße 57/59 Lage                                                   | 1617                                          | dreigeschossiges Fachwerkhaus, teilweise massiv, bezeichnet 1617 und 1706                                                                           | BW                                      |
| Wohnhaus                           | Hauptstraße 58 Lage                                                      | 1625                                          | Fachwerkhaus, teilweise massiv, bezeichnet 1625 | BW                                      |
| Wohnhaus                           | Hauptstraße 64 Lage                                                      | 1630                                          | Fachwerkhaus, teilweise massiv, bezeichnet 1630 | BW                                      |
| Wohnhaus                           | Hauptstraße 75 Lage                                                      | um 1600                                       | Fachwerkhaus, teilweise massiv, im Kern um 1600 | BW                                      |
| Wohnhaus                           | Hauptstraße 77 Lage                                                      | 1614                                          | dreigeschossiges Fachwerkhaus, teilweise massiv, bezeichnet 1614                                                                                    | BW                                      |
| Wohnhaus                           | Hauptstraße 79 Lage                                                      | 1617                                          | Fachwerkhaus, teilweise massiv, bezeichnet 1617 | BW                                      |
| Weingut                            | Hauptstraße 90 Lage                                                      | Anfang des 20. Jahrhunderts                   | villenartiges Wohnhaus und Wirtschaftsgebäude, neugotische Bruchsteinbauten, Anfang des 20. Jahrhunderts                                            | BW                                      |
| Grundschule                        | Hauptstraße 101 Lage                                                     | vor der Mitte des 19. Jahrhunderts            | siebenachsiger klassizistischer Walmdachbau, Bruchstein, wohl vor der Mitte des 19. Jahrhunderts                                                    | BW                                      |
| Villa                              | Hauptstraße 108 Lage                                                     | 1888                                          | Winzervilla; stattlicher Schieferbau, Neurenaissance, bezeichnet 1888                                                                               | BW                                      |
| Quereinhaus                        | Hauptstraße 112 Lage                                                     | Mitte des 19. Jahrhunderts                    | ehemaliges Quereinhaus; stattlicher spätklassizistischer Bau, um die oder nach der Mitte des 19. Jahrhunderts, Remise unter Mansarddach, um 1910/20 | BW                                      |
| Villa                              | Hauptstraße 159 Lage                                                     | 1902/03                                       | stattliche späthistoristische Villa, Schiefer, bezeichnet 1902/03                                                                                   | Fotos hochladen                         |
| Wohnhaus                           | Hofstraße 5 Lage                                                         | 16. Jahrhundert                               | Putzbau, polygonaler Treppenturm, im Kern wohl aus dem 16. Jahrhundert                                                                              | BW                                      |
| Wohnhaus                           | Langgasse 1 Lage                                                         | frühes 17. Jahrhundert                        | Fachwerkhaus, teilweise massiv, frühes 17. Jahrhundert                                                                                              | BW                                      |
| Katholische Pfarrkirche St. Agatha | Langgasse 2 Lage                                                         | 1869                                          | neugotische Bruchsteinhalle, 1869, Architekt Vincenz Statz, Köln                                                                                    | BW                                      |
| Wohnhaus                           | Langgasse 25 Lage                                                        | 1697                                          | Fachwerkhaus, teilweise massiv, bezeichnet 1697 | BW                                      |
| Wohnhaus                           | Reitzengang 1 Lage                                                       | 1606                                          | schmales Wohnhaus, teilweise Fachwerk, angeblich von 1606, im 18. Jahrhundert massiv überformt                                                      | BW                                      |
| Wohn- und Geschäftshaus            | Uferallee 10 Lage                                                        | um 1910                                       | fünfachsiger Mansarddachbau, 18. Jahrhundert, Nebengebäude, um 1910                                                                                 | Fotos hochladen                         |
| Zehnthaus                          | Uferallee 11, Zehnthausstraße 16 Lage                                    | Ende des 16. oder Anfang des 17. Jahrhunderts | ehemaliges kurfürstliches Zehnthaus; stattlicher Halbwalmdachbau, Ende des 16. oder Anfang des 17. Jahrhunderts                                     | weitere Bilder Fotos hochladen          |
| Wegekreuz                          | Uferallee, bei Nr. 14 Lage                                               | 1752                                          | Schaftkreuz, bezeichnet 1753, renoviert 1846 | Fotos hochladen                         |
| Villa                              | Uferallee 19 Lage                                                        | um 1900                                       | Winzervilla; stattlicher späthistoristischer Schieferbau, um 1900                                                                                   | weitere Bilder Fotos hochladen          |
| Villa                              | Uferallee 22 Lage                                                        | um 1910                                       | Winzervilla; dreigeschossiger Walmdachbau in der Formensprache des späten 18. Jahrhunderts, um 1910                                                 | weitere Bilder Fotos hochladen          |
| Villa                              | Uferallee 23 Lage                                                        | um 1905                                       | aufwendige späthistoristische Winzervilla, um 1905                                                                                                  | weitere Bilder Fotos hochladen          |
| Weingut                            | Uferallee 25/26 Lage                                                     | 1923/24                                       | villenartiges Wohnhaus, Kellereigebäude des Weinguts S.A. Prüm, Reformarchitektur, 1923/24                                                          | Fotos hochladen                         |
| Wegekreuz                          | nordwestlich des Ortes an der B 53 Lage                                  | 18. Jahrhundert                               | barockes Schaftkreuz, 18. Jahrhundert | BW                                      |
| Taufkapelle                        | nördlich des Ortes am gegenüberliegenden Moselufer an der B 53 Lage      | spätes 19. Jahrhundert                        | Wegekapelle; Bruchsteinbau, wohl aus dem späten 19. Jahrhundert; innen Kreuzigungsbildstock, bezeichnet 1691, sowie barocker Bildstock              | Fotos hochladen                         |
| Wegekreuz                          | nördlich des Ortes am gegenüberliegenden Moselufer an der B 53 Lage      | 1851                                          | gotisierendes Balkenkreuz, bezeichnet 1851 | BW                                      |
| Wegekapelle                        | nordwestlich des Ortes an der L 47 Lage                                  | 1661                                          | Putzbau; Rundbogennische, bezeichnet 1661 | BW                                      |
| Wegekreuz                          | nordwestlich des Ortes an der L 47                                       | 1746                                          | barockes Schaftkreuz, bezeichnet 1746, Abschlusskreuz um 1900                                                                                       | Direkt Bild zu diesem Denkmal hochladen |
| Buftenkreuz                        | nordwestlich des Ortes und westlich von Kloster Machern an der B 50 Lage |                                               | auch Großer Herrgott; Wegekreuz, Schaftkreuz, bezeichnet 1673                                                                                       | BW                                      |